# Kościół św. Wojciecha Biskupa i Męczennika w Puchałach
Kościół św. Wojciecha Biskupa i Męczennika w Puchałach – rzymskokatolicki kościół parafialny należący do parafii pod tym samym wezwaniem (dekanat Łomża – św. Michała Archanioła diecezji łomżyńskiej) w Puchałach. Budowę kościoła rozpoczęto w 1975 r. a zakończono w 1981.

## Historia
Historia parafii pw. św Wojciecha sięga 1411 r., kiedy to miało miejsce jej erygowanie.
W 1914 r. dzięki działaniom proboszczów wybudowano murowany kościół. Trzydzieści lat później, podczas II wojny światowej, kościół został całkowicie zniszczony. Po tym zdarzeniu, msze odprawiano w drewnianej kaplicy. W 1975 r. w wyniku starań proboszcza Lucjana Godlewskiego i wikariusza Kazimierza Gackiego rozpoczęto budowę nowego murowanego kościoła, umiejscowionego częściowo na fundamentach poprzedniego. W 1981 zakończono budowę. Projekt kościoła wykonali prof. Wiktor Zin i prof. Andrzej Kadłuczka. Konsekracja świątyni miała miejsce 5 sierpnia 2018 z rąk biskupa Janusza Stepnowskiego. 1 maja 2022 do kościoła zostały wprowadzone relikwie św. Wojciecha.

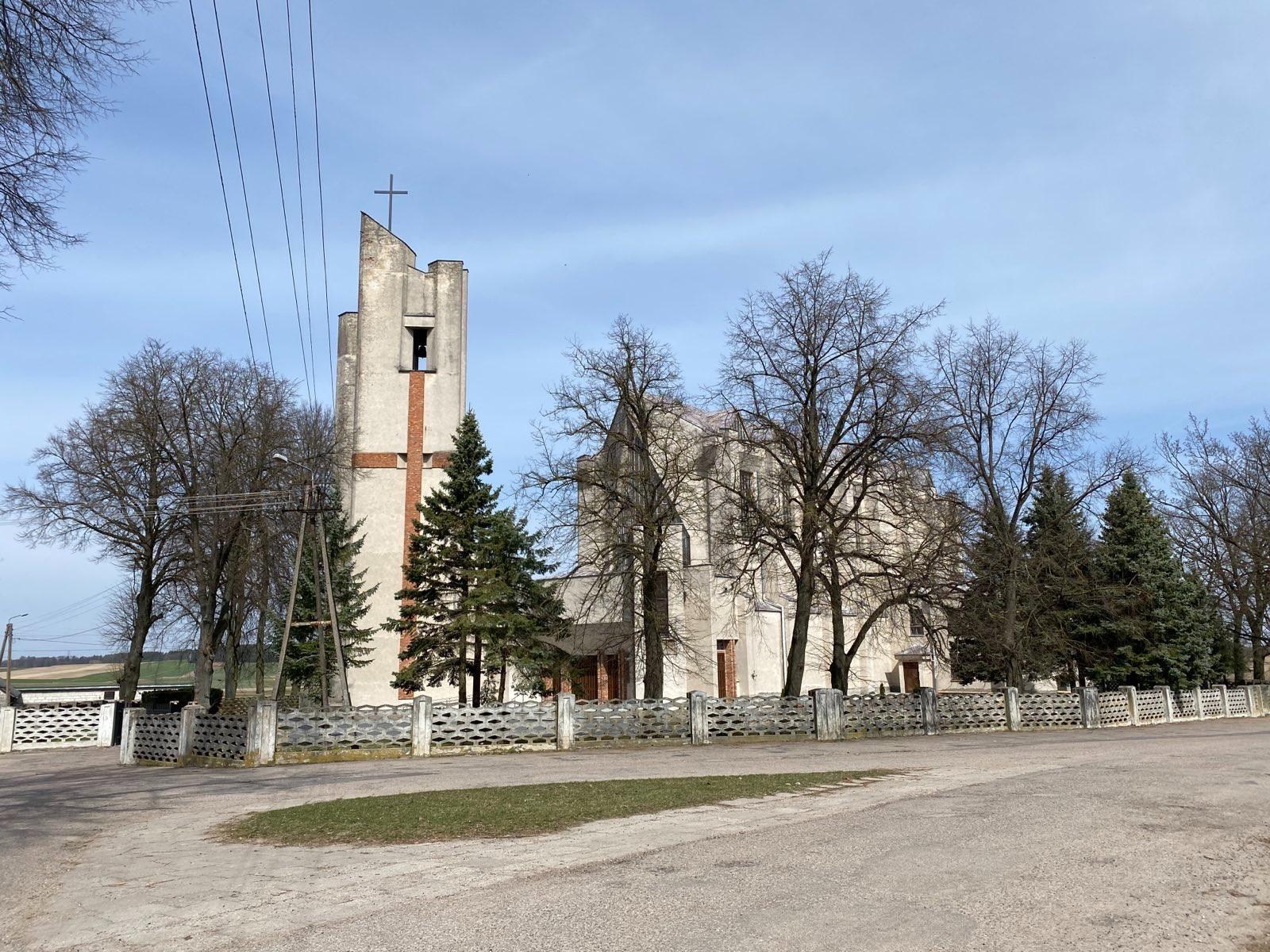
Widok na kościół